# Kapitalsorten
Kapitalsorten sind nach Pierre Bourdieu die vier zu unterscheidenden Bestandteile des Kapitals einer Person:
- Soziales Kapital
- Ökonomisches Kapital
- Kulturelles Kapital
- Symbolisches Kapital
- Affektives Kapital[1] (nicht von Bourdieu, sondern von Sauer/Penz) ergänzt Bourdieus Konzept.

Kapitalsorten entscheiden über die Position des Inhabers in der Klassengesellschaft, über die Platzierung im sozialen Raum:
Die Kapitalsorten Ökonomisches Kapital, Kulturelles Kapital und Soziales Kapital bilden zusammen das Kapitalvolumen. Dieses lässt sich in einer zweidimensionalen Grafik als die vertikale Achse darstellen, während auf der horizontalen Achse die relative Ausrichtung nach ökonomischem und kulturellem Kapital dargestellt wird. Mit einer dritten Achse, der Zeitachse, kann die Akteurslaufbahn (Soziale Herkunft und Biografie) festgehalten werden. Diese drei Achsen bilden den sozialen Raum.
Kapitalsorten lassen sich ineinander umtauschen, allerdings sind dieser Konvertierbarkeit Grenzen gesetzt.
Die Kapitalsorten werden in gesellschaftlichen Bereichen eingesetzt, die Bourdieu Soziale Felder nennt. In diesen Feldern findet ein beständiger Kampf um den Wert und die Konvertierbarkeit der einzelnen Kapitalsorten statt. So sind beispielsweise im Feld der Bildung Studiengebühren umstritten, weil die Kritiker u. a. befürchten, dass die Konvertierung von finanziellem Kapital (Studiengebühren) in kulturelles Kapital (Zugang zur akademischen Bildung und zu akademischen Bildungstiteln) und in soziales Kapital (Zugehörigkeit zur akademischen Gemeinschaft einer Hochschule) finanzielles Kapital auf- und kulturelles Kapital abwerte.
Ebenso wird über den Wert einzelner Kapitalsorten gestritten (im Feld der Bildung beispielsweise die Frage, wofür Bildungstitel und Zertifikate verliehen werden).

## Zusammenhang
Fast alle Menschen leben in irgendeiner Art von Beziehungsnetzwerk. Hierbei hält ein Netzwerk potentiell mehr Ressourcen zur Mobilisierung bereit als alle einzelnen Mitglieder dieses Netzwerkes, da zu den Ressourcen der Personen an sich noch die reichhaltigen Beziehungen zur Verfügung stehen. Dies ist das Sozialkapital – Umfang und Ausprägung hängen dabei von der Größe und Qualität des Beziehungsnetzwerkes sowie der Verzahnung mit dem ökonomischen und kulturellen Kapital ab. Sozialkapital kann nur auf der Basis von Vertrauen entstehen und sorgt dafür, dass sich Kooperation und gegenseitige Unterstützung entwickeln können.
In unterschiedlichen Kulturen stehen unterschiedliche kulturelle Güter (objektives Kulturkapital) zur Verfügung, die von den Einzelpersonen in unterschiedlichem Umfang angeeignet werden (inkorporiertes Kulturkapital). Außerdem erhält jedes Individuum durch Beachtung sozialer Regeln und Normen in diesem Netzwerk eine bestimmte Anerkennung (institutionalisiertes Kulturkapital).
Das symbolische Kapital – man kann den Begriff als Prestige übersetzen – besteht in der Fähigkeit, durch Habitus, Lifestyle, Körpersprache, Umgangsformen, Kleidung – durch Merkmale sozialer Distinktion – diese gesellschaftliche Anerkennung durchzusetzen und die Verfügung über materielles, soziales und kulturelles Kapital wahrnehmbar zu machen. Dadurch ist es dem Individuum möglich, Vertrauenskapital aufzubauen und z. B. zur Erhöhung der Kreditwürdigkeit zu nutzen. Dies wiederum hat direkte Auswirkungen auf das ökonomische Kapital, also auf Güter und Finanzmittel, die man von anderen (als Vorschuss) zur Verfügung gestellt bekommt. Damit kann man sich Vorteile gegenüber anderen verschaffen und z. B. sein kulturelles Kapital weiter ausbauen und durch noch mehr Anerkennung und Vertrauensvorschuss Kapital anhäufen.
Individuen können also Nutzen aus dem Sozialkapital schlagen, indem es ihnen den Zugang zu gesellschaftlichen Ressourcen (Finanzen, Bildung usw.) ermöglicht. Die Gesellschaft spart wiederum Sozialkosten, indem Leistungen von Beziehungsnetzwerken (Nachbarn, Freunde, Vereine usw.) übernommen werden. In diesem Prozess erhalten somit nicht nur Personen Anerkennung und Wert, sondern auch die Beziehungen zwischen ihnen.
|  |